# San Felice (Pavia)

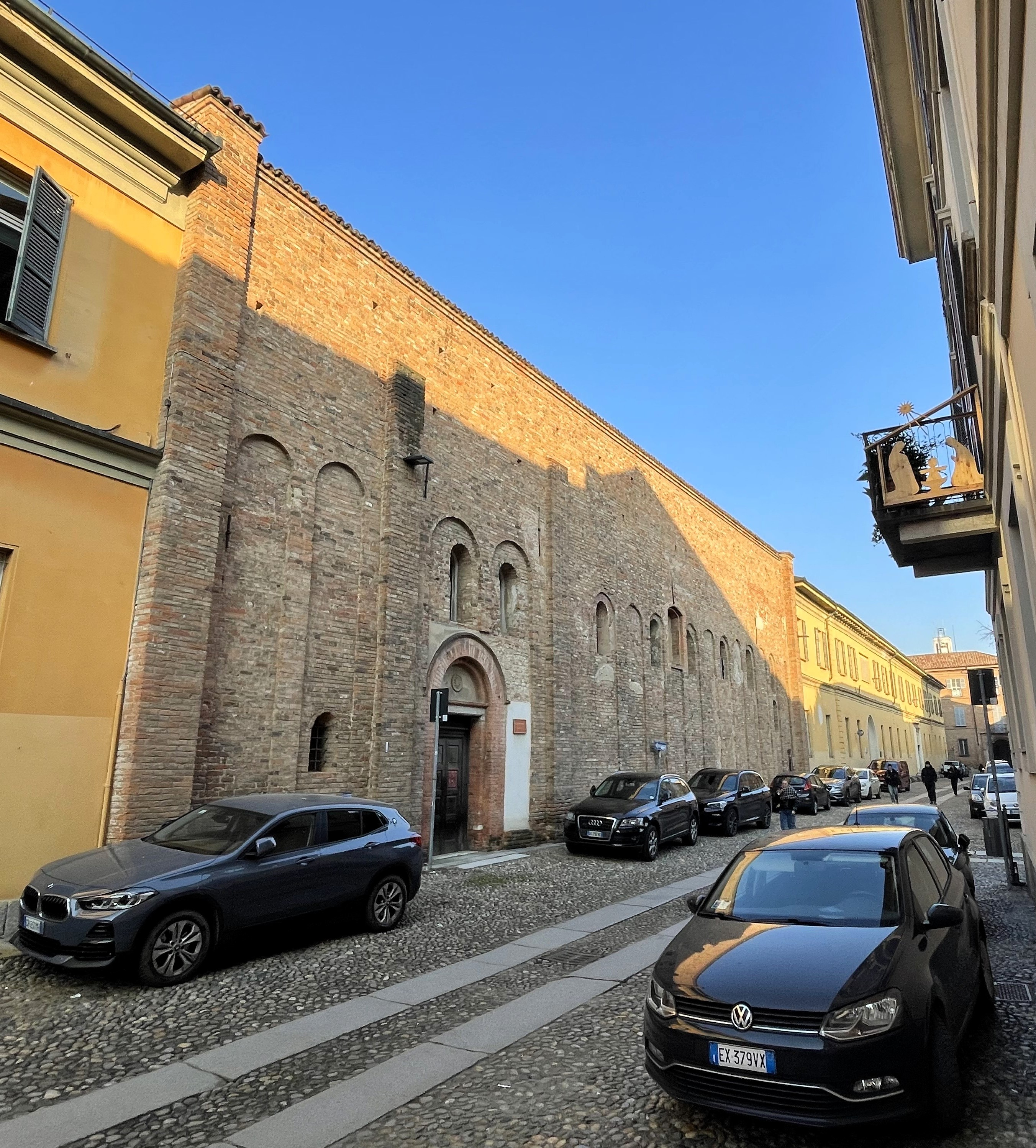
La Seitenwand der ehemaligen Kirche (8. Jahrhundert).

Das Kloster San Felice war eines der bedeutendsten Benediktinerinnenklöster in Pavia. Es wurde um 760 von König Desiderius und seiner Frau Ansa gegründet und im 18. Jahrhundert aufgehoben. Vom ursprünglichen langobardischen Komplex sind Teile der Kirche und die Krypta erhalten geblieben.

## Geschichte
Die erste urkundliche Erwähnung des Klosters stammt aus dem Jahr 760, als der langobardische König Desiderius und seine Frau, Königin Ansa, es unter die Jurisdiktion des Klosters Santa Giulia in Brescia stellten. Möglicherweise in Anlehnung an diese Königin (oder eine andere langobardische Königin) wurde es auch allgemein als „Kloster der Königin“ bezeichnet. Ursprünglich war es der Heiligen Maria sowie den Heiligen Petrus und Paulus geweiht. Erst zu Beginn des 11. Jahrhunderts begann man, es Kloster San Felice zu nennen, da in seiner Kirche eine Reliquie dieses Heiligen aufbewahrt wurde.
Im 9. Jahrhundert schenkten die Kaiser Lothar I. und Ludwig II. das Kloster ihrer Tochter bzw. Schwester Gisela. Im Jahr 868 wurde das Kloster vom Kaiser Ludwig II. seiner Frau Engelberga geschenkt (der Kaiser gewährte Engelberga auch das Hospital Santa Maria Britonum in Pavia, wo möglicherweise britische Pilger und Reisende Unterkunft fanden), ein Besitz, der 889 von König Arnolf von Kärnten bestätigt wurde. Im Jahr 890 wurde Æthelswith, die Schwester des englischen Königs Alfred der Große und Ehefrau von Burgred, dem König von Mercia, im Kloster bestattet, nachdem sie während ihres Aufenthalts in Pavia verstorben war. Im Jahr 891 schenkte König Wido von Spoleto das Kloster seiner Frau Ageltrude. Durch diese Schenkung endeten die Beziehungen zum Kloster Santa Giulia in Brescia, und es begann eine neue Verbindung mit dem Kloster Santissimo Salvatore in Pavia.
Das Kloster gelangte anschließend in den Besitz der Herrscher der ottonischen Dynastie. Eine im Inneren der Kirche angebrachte Inschrift erinnert an die Bauarbeiten, die Kaiser Otto III. im Jahr 980 förderte. Derselbe Herrscher bestätigte im Jahr 1001 dem Kloster die Privilegien und Schenkungen früherer Könige und Kaiser und erwähnte zudem, dass die Einrichtung eine Reliquie des Kreuzholzes sowie die Überreste des dalmatinischen Märtyrers Felix bewahrte.
In den zentralen Jahrhunderten des Mittelalters (9.–12. Jahrhundert) erhielt das Kloster zahlreiche kaiserliche Schenkungen sowie Urkunden zur Immunität und zur Bestätigung seines Besitzes von den Kaisern Otto III., Heinrich II., Konrad II. und Heinrich IV. Besonders bedeutend war die Urkunde von Kaiser Heinrich II. aus dem Jahr 1014, durch die das Kloster Güter am Lago Maggiore (darunter die Isola Madre), in Cornate, Voghera, Travacò Siccomario, Pieve Porto Morone und Tromello erhielt.
Im 11. Jahrhundert erlebte das Kloster eine Phase großer Expansion und Blüte. Seine Autonomie wurde erneut von Kaiser Heinrich II. bestätigt, doch 1025 übergab Konrad II. es dem Bischofs von Novara. Heinrich III. gewährte dem Kloster später wieder seine Unabhängigkeit, doch 1060 übertrug Heinrich IV. es erneut dem Bischof von Novara, unter dessen Hoheit es bis zum Ende des 12. Jahrhunderts blieb, wann es dem Bischof von Pavia unterstellt wurde.
Im Jahr 1399 zählte das Kloster sieben Nonnen, 1460 waren es zwanzig. Im selben Jahr betrug das jährliche Gesamteinkommen des Klosters 400 floren.
Eine neue Blütezeit erlebte das Kloster im 15. Jahrhundert. Es erhielt Privilegien, Steuerbefreiungen und Ländereien von Filippo Maria Visconti, Bianca Maria Visconti, Bona von Savoyen und Ludovico Sforza. Zudem wurden Frauen aus den vornehmsten Adelsfamilien Pavias als Nonnen aufgenommen. Besonders bedeutend war die Äbtissin Andriola de’ Barrachis (nachgewiesen zwischen 1446 und 1506), eine talentierte Malerin, von der zwei Gemälde in den Musei Civici von Pavia erhalten sind. Sie förderte in den letzten Jahrzehnten des 15. Jahrhunderts die Umgestaltung des Klosters im Stil der Renaissance.
Im 18. Jahrhundert war das Kloster dank seinen zahlreichen Besitztümern immer noch sehr wohlhabend und beherbergte 60 Nonnen. Nach den Reformen, die von Kaiser Joseph II. eingeführt wurden, wurde das Kloster im September 1785 aufgelöst und in ein Waisenhaus umgewandelt. Der Architekt Leopold Pollack entwarf die Umgestaltung des ehemaligen Klosters in ein Waisenhaus (die schlichte neoklassizistische Fassade entlang der Piazza Botta wurde von ihm entworfen). Das Waisenhaus war von 1792 bis in die frühen 1950er Jahre aktiv, als die Gebäude, die es beherbergten, an die Universität Pavia übergeben wurden. Heute ist es der Sitz der Fakultäten für Philosophie und Psychologie sowie der Fakultät für Wirtschaftswissenschaften der Universität Pavia, bekannt als Palazzo San Felice.

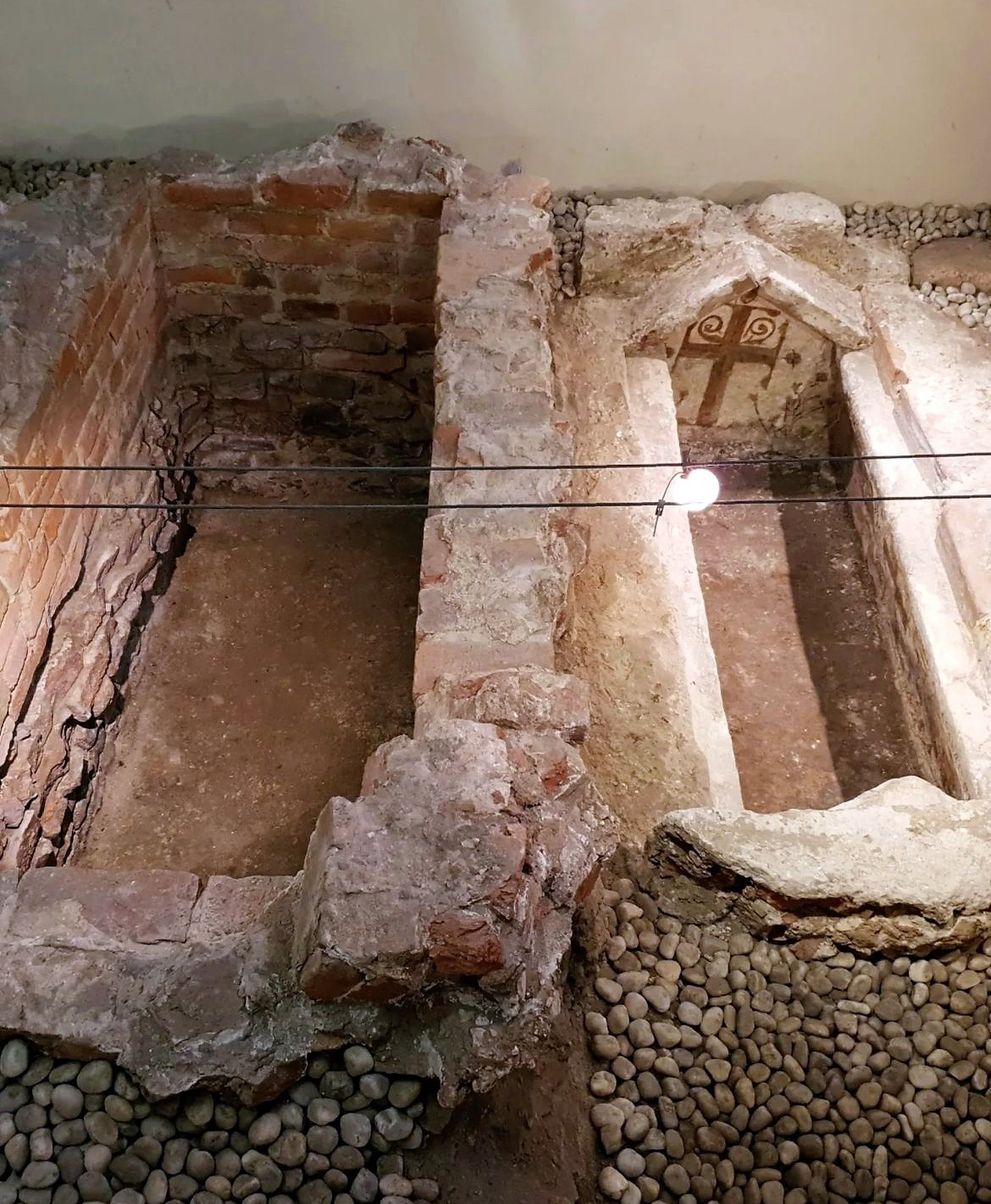
Die freskierte Gräber der Äbtissinnen (8. Jahrhundert).
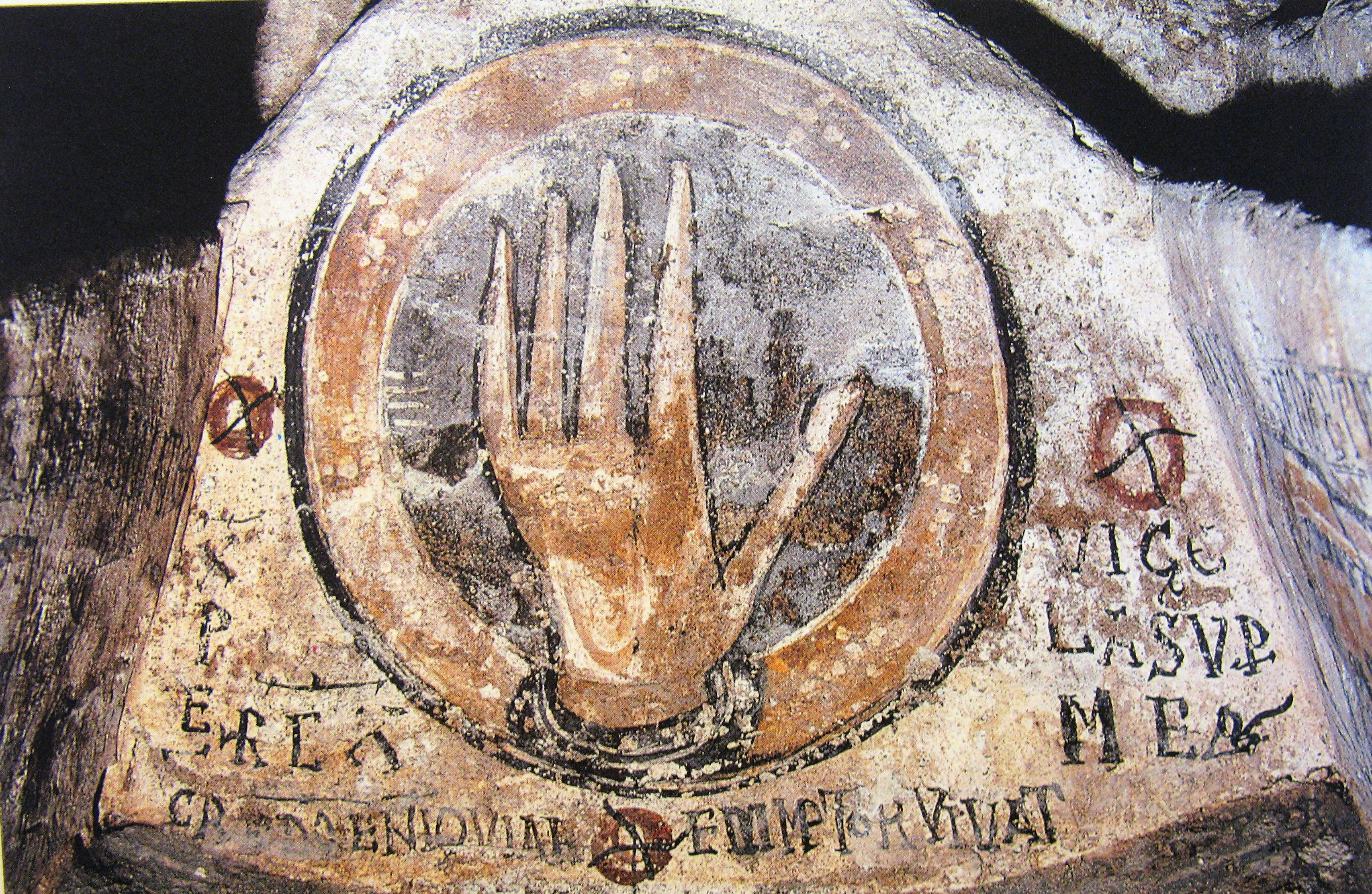
Die Verzierungen eines der Gräber (8. Jahrhundert).
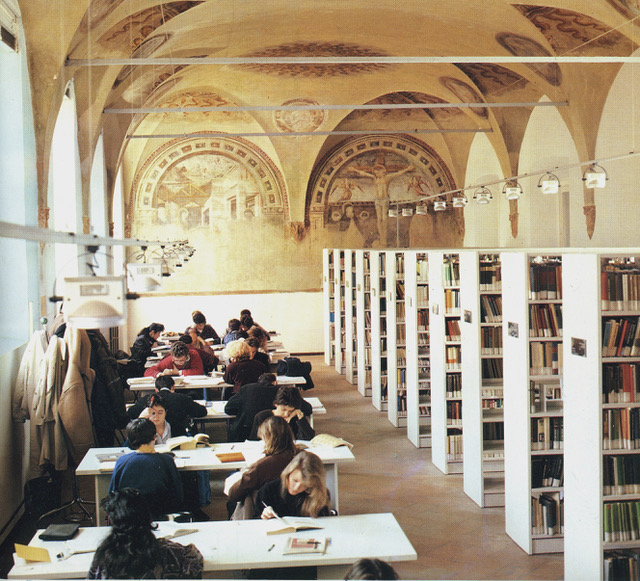
Die Bibliothek der Fakultät für Wirtschaftswissenschaften.
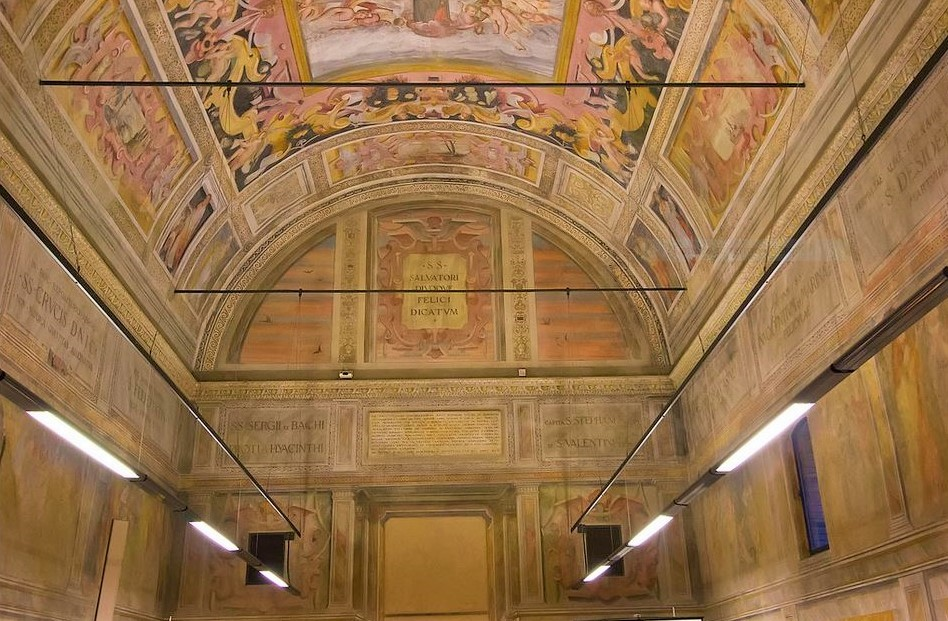
Das Innere der ehemaligen Kirche.
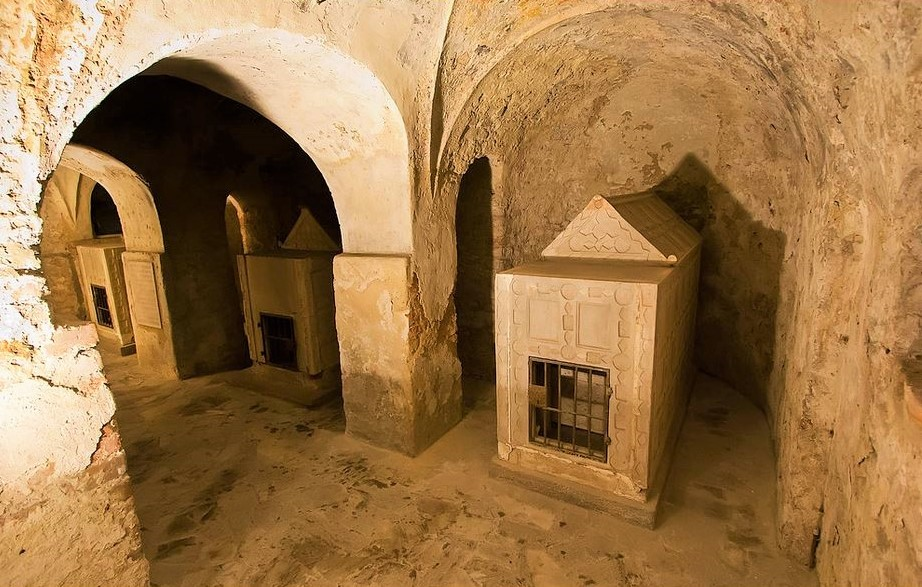
Die Krypta mit den Schreinen (10. Jahrhundert).
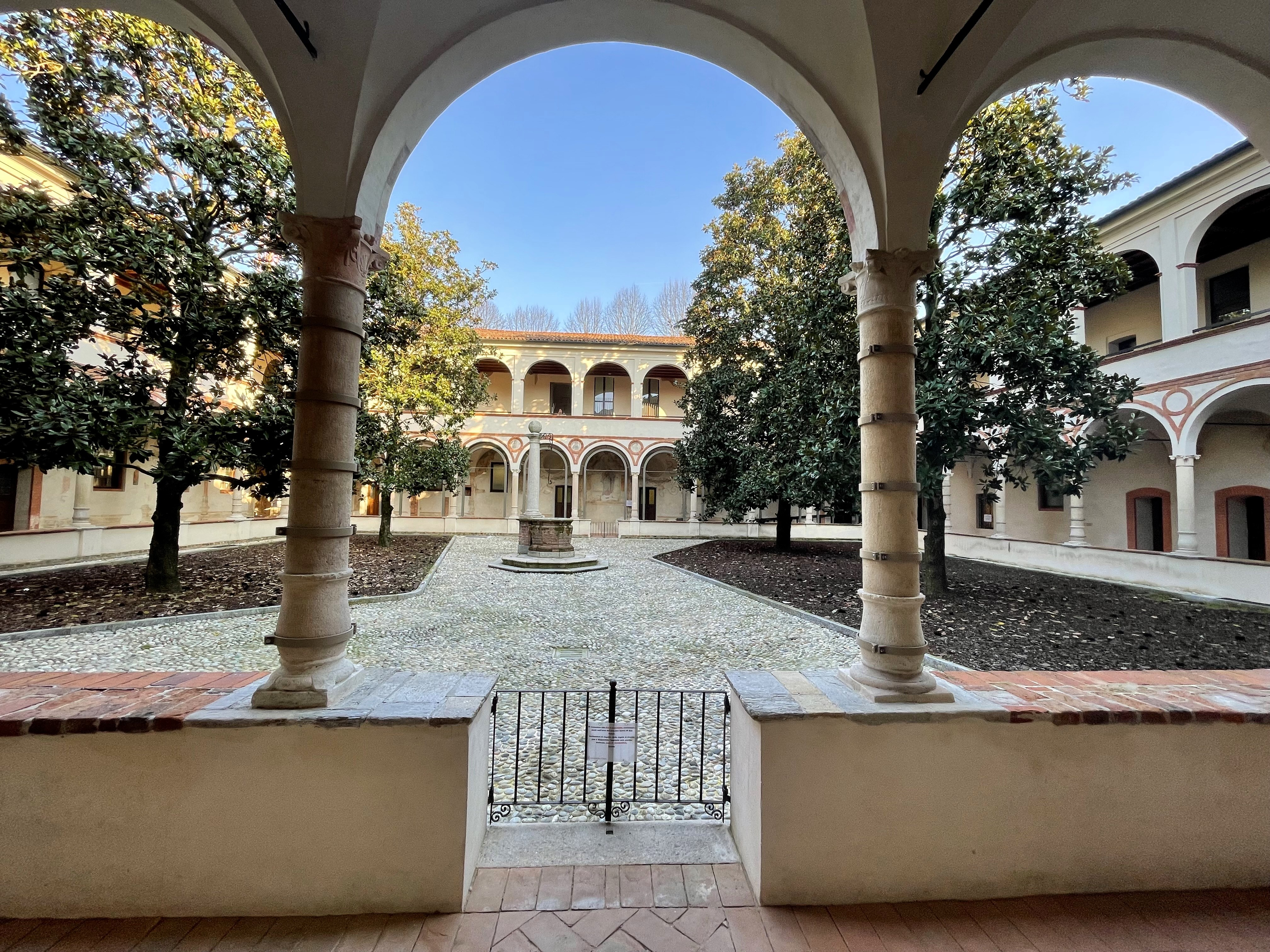
Der Kreuzgang, 1493–1500.

## Bauwerk
Jüngste archäologische Ausgrabungen haben es uns ermöglicht, die architektonische Entwicklung der Kirche, die auf die Mitte des 8. Jahrhunderts datiert wird, mit größerer Genauigkeit zu rekonstruieren. Ursprünglich war das Gebäude eine einschiffige Halle mit drei Apsiden und einem äußeren Atrium, das als Begräbnisstätte diente und im 10. Jahrhundert in die Kirche integriert wurde. Während der Ausgrabungen von 1996–1997 wurden acht Ziegelplattengräber entdeckt (während weitere Bestattungen an der Via San Felice ans Licht kamen), von denen einige im Inneren mit heiligen Bildern und Inschriften aus dem Buch Jona freskiert waren. Diese sind heute in der Universitätsaula sichtbar, die den ehemaligen Kirchenraum einnimmt. Diese Gräber stammen aus dem 8. Jahrhundert, und in einem von ihnen ist eine Inschrift mit dem Namen der Äbtissin Ariperga erhalten, der ursprünglichen Besitzerin des Grabes. In einem anderen Grab wurde das Skelett einer Nonne gefunden, begleitet von einem vergoldeten Bronzering mit eingefasstem Edelstein sowie Lederschuhen an den Füßen.
Außerhalb der Kirche, entlang der Via San Felice, kann man noch das frühmittelalterliche Mauerwerk des Gebäudes erkennen, das – ähnlich wie San Salvatore in Brescia und Santa Maria della Cacce in Pavia – durch hohe Bögen mit kleinen Fenstern gekennzeichnet ist. Das Gebäude wurde in der Renaissance und in der Neuzeit mehrfach umgebaut, darunter die Loggia aus dem 15. Jahrhundert, die dem Chorgebet der Nonnen diente.
Im 17. Jahrhundert wurde die Kirche verlängert und vollständig neu ausgemalt. Aus dieser Zeit stammen auch die Inschriften an den Wänden, die die in der Kirche aufbewahrten Reliquien aufzählen: der Heilige Georg, ein Fragment des Kreuzes, der Heilige Felix, der Heilige Desiderius, der Heilige Sergius und der Heilige Bacchus. Im Jahr 1611 ließ die Äbtissin Bianca Felicita Parata da Crema an der Nordwand der Kirche eine Inschrift anbringen, die an die von Kaiser Otto I. geförderten Bauarbeiten sowie an die Bestattung von Felicita, der Tochter des Kaisers und Nonne des Klosters, in der Kirche erinnert.
Unter der Kirche befindet sich eines der wichtigsten Zeugnisse der langobardischen Architektur in Pavia: die Krypta. Der Raum verfügt über einen Korridor, drei apsidiale Nischen und leicht vertiefte Wandnischen an den Seitenmauern. Der Zugang zur Krypta wurde durch zwei seitlich angeordnete Durchgänge ermöglicht, sodass während der Rituale und Prozessionen ein geordneter Ab- und Aufstieg erfolgen konnte.
In der Krypta befinden sich drei große Reliquienschreine aus weißem Marmor aus den Apuanische Alpen mit Satteldächern, die aus dem 10. Jahrhundert stammen. Vermutlich aus derselben Zeit stammen auch die seltenen Reste von grünem und schwarzem Putz, die an der Gewölbedecke des Raumes erhalten geblieben sind.
Bei der Kirche befindet sich auch ein großer Renaissance-Kreuzgang. Der Kreuzgang wurde zwischen 1493 (als die Äbtissin vom Gemeinderat einige öffentliche Grundstücke erhielt, um das Kloster zu erweitern) und den ersten Jahren des folgenden Jahrhunderts errichtet. Tatsächlich wurde auf dem Halsring eines Kapitells eine Inschrift eingraviert, die daran erinnert, dass die Äbtissin Andriola de’ Barrachis das Bauwerk im Jahr 1500 in Auftrag gegeben hatte.
Der Kreuzgang im Renaissancestil verfügt über 30 Marmorsäulen mit Volutenkapitellen sowie Basen, die sich in einigen Fällen unterscheiden, aufgrund der Terrakottaverzierungen der Bögen und der Medaillons in den Zwickeln, in denen – soweit noch erkennbar – Büsten von Nonnen freskiert sind. Auch in den Bögen und an den Wänden sind Reste von Fresken erhalten, die größtenteils aus dem 16. Jahrhundert stammen. An der Nordseite des Kreuzgangs ist zudem eine Backstein-Säule erhalten geblieben, das einzige Überbleibsel des früheren romanischen Kreuzgangs.